# SdKfz 250
SdKfz 250 (prescurtare de la Sonderkraftfahrzeug = autovehicul special) a fost un vehicul semișenilat blindat ușor, asemănător cu transportorul SdKfz 251, folosit de Germania nazistă în timpul celui de-al Doilea Război Mondial. Spre deosebire de SdKfz 251 (fabricat de Hanomag), care cântărea 7,81 tone, SdKfz 250 era mai ușor, având o greutate de 5,8 tone. Deși a fost proiectat ca transportor blindat, SdKfz 250 a fost folosit și ca vehicul de recunoaștere, fiindcă avea o mobilitate mai mare decât autoblindatele utilizate de armata germană.

## Proiectare
În 1939, Inspectoratul pentru Trupe Motorizate (AHA/In 6) a hotărât că un semișenilat mic ar fi util pentru însoțirea tancurilor în atac. Aceste vehicule ar fi îndeplinit roluri pentru care un semișenilat mai greu n-ar fi fost la fel de util, precum cercetare, observarea tirului artileriei, transmisiuni radio sau vehicule de comandă. Firma Demag, care proiectase cel mai mic semișenilat din utilizarea armatei germane, SdKfz 10, a fost selectată pentru a construi noul transportor ușor blindat de trupe (leichter gepanzert Mannschaft-Transportwagen, abreviat le.MTW). Vehiculul, denumit oficial SdKfz 250, avea la bază șasiul model D7 al semișenilatului SdKfz 10. Acesta a fost scurtat, renunțându-se la o roată din angrenajul șenilelor. Deasupra șasiului era montată o suprastructură (Panzerwanne) cu un design nou, care beneficia de un blindaj cu o grosime între 8 și 14,5 mm. Noul model de șasiu a fost denumit D7p (p venea de la Panzer, adică blindaj) Din cauza problemelor legate de producție, semișenilatele SdKfz 250 au ajuns pe front abia la mijlocul anului 1941.
Odată ce producția de vehicule SdKfz 250 a fost suficientă, variantele specializate SdKfz 252 și SdKfz 253 au fost scoase din producție. În 1942, semișenilatul SdKfz 250 a fost redenumit leichter Schützenpanzerwagen, abreviat le.SPW. În 1943, vehiculul a suferit unele modificări pentru a simplifica producția. Modelele vechi erau denumite "alte art", iar cele noi "neue art".
Producția a fost oprită la mijlocul anului 1944. Fabricile Büssing-NAG, Weserhütte, Wumag, Wegman (Evans+Pistor), Ritscher și Deutsche Werke au fost nevoite să treacă de la producția de semișenilate SdKfz 250 la SdKfz 251, în interesul standardizării.

## Descriere
SdKfz 250 avea un aspect similar cu SdKfz 251. Ambele aveau un motor Maybach HL 42 TRKM în 6 cilindri, răcit cu apă, de 4,17 litri cu 100 de cai putere. Transmisia era însă diferită, fiind semiautomată Maybach VG 102 128 H. Vehiculul putea atinge o viteză maximă de 76 km/h, dar conductorii erau avertizați să nu depașească 65 km/h. Rezervorul avea o capacitate de 140 de litri cu o autonomie între 175 și 300 de kilometri, în funcție de teren.
Propulsia vehiculului se realiza prin intermediul șenilelor, roțile din față nefiind motorizate. Din acest motiv, manevrarea semișenilatului era dificilă. Atât roțile, cât și șenilele erau utilizate pentru direcție. Pentru curbele largi erau folosite doar roțile din față, iar pentru curbele mai strânse frânele șenilelor erau acționate printr-un sistem automat. Pinioanele de la caseta de direcție nu aveau dinți ca de obicei, ci rulouri. 
Suspensia era de tip bară de torsiune pentru șenile. La roțile din față erau arcuri în foi și amortizoare (disponibile doar pentru roțile din față) pentru a absorbi șocurile.

## Echipaj
Echipajul era format din 2 persoane: mecanicul conductor care stătea în față în stânga vehiculului și comandantul (care opera și echipamentul radio) în dreapta sa. Pe partea stângă a semișenilatului stăteau 3 soldați pe o banchetă, iar pe partea dreaptă era un soldat pe un loc individual și un rastel pentru muniție și armamentul din dotarea soldaților. Accesul se făcea în mod normal prin ușa din spatele vehiculului, dar soldații preferau să sară prin acoperiș pe câmpul de luptă. Echipajul era protejat la nevoie, în caz de vreme rea, de o prelată.

## Blindaj
Blindajul era format din două bucăți, prinse prin bolțuri între ele: partea din față care proteja motorul și partea din spate care proteja echipajul și soldații. Blindajul era suficient pentru armele de calibru mic ale infanteriei sau schijele artileriei, dar semișenilatul era vulnerabil când era atacat de mitraliere grele, tunuri antitanc sau tancuri.
| Grosime/Unghi  | Frontal     | Lateral       | Dorsal    | Plafon/Podea |
| -------------- | ----------- | ------------- | --------- | ------------ |
| Suprastructură | 14,5 mm/30° | 8 mm/35-30°   | 10 mm/10° | 5,5 mm/?°    |
| Șasiu          | 14,5 mm/12° | 14,5-10 mm/0° | 8 mm/45°  | 5,5 mm       |

## Armament
Armamentul standard consta într-o mitralieră MG 34, cu scut de protecție, montată pe un pivot amplasat pe acoperișul echipajului. În spatele semișenilatului exista un piedestal pentru montarea unei alte mitraliere MG 34 pentru protecție antiaeriană sau pentru a fi folosită împotriva infanteriei. Soldații aveau puști Kar.98K, iar comandantul avea un pistol-mitralieră MP38.

## Utilizare

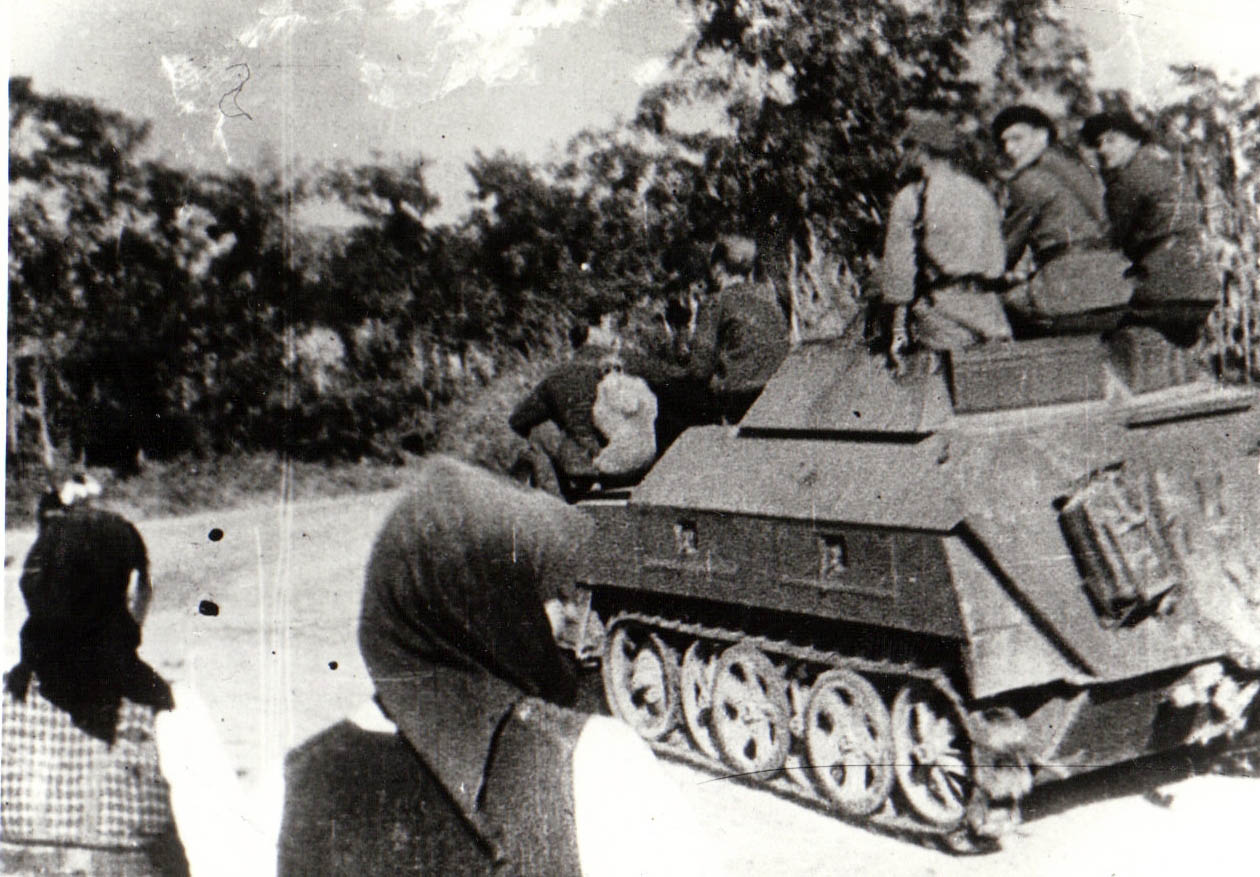
Sonderkraftfahrzeug 250/9 Neu din dotarea Armatei Române (1944).

Semișenilatul SdKfz 250 era repartizat detașamentelor Panzer Aufklärungs Abteilung (batalioane blindate de recunoaștere) din cadrul diviziilor Panzer și Panzergrenadier. Inițial, o companie de cercetare trebuia să fie alcătuită din patru plutoane, fiecare cu câte șapte vehicule. Trei plutoane erau echipate cu varianta standard (comandantul plutonului avea varianta dotată cu un tun antitanc de 3,7 sau 2,8 cm). Ultimul pluton avea 4 vehicule care se ocupau de mortiere (2 echipate cu mortiere și 2 care transportau muniția), 2 vehicule SdKfz 250/8 dotate cu tunul antitanc de 7,5 cm și un vehicul care transporta muniție pentru aceste 2 vehicule. Comandanții companiei aveau vehicule SdKfz 250/3 pentru comunicații radio. O companie de recunoaștere din anul 1944 avea de obicei 25 de vehicule SdKfz 250 în cazul diviziilor Panzer și 18 bucăți în cazul diviziilor Panzergrenadier.

## Utilizare în România
Un batalion de infanterie motorizată al Diviziei 1 Blindate a fost dotat cu semișenilate SdKfz 250 (denumite SPW ușoare) și 251 (denumite SPW mijlocii) între anii 1943 și 1944, acestea fiind livrate de armata germană ca urmare a planurilor de înarmare Olivenbaum. Majoritatea vehiculelor erau deja uzate când au fost primite de armata română. Batalionul de infanterie motorizată a ajuns astfel să fie echivalentul unui batalion Panzergrenadier din cadrul armatei germane. În luna martie a anului 1945, 5 SPW încă erau în inventarul Regimentului 2 Care de Luptă. Doar 3 vehicule SPW mai erau în dotarea armatei după semnarea armistițiului.

## Variante

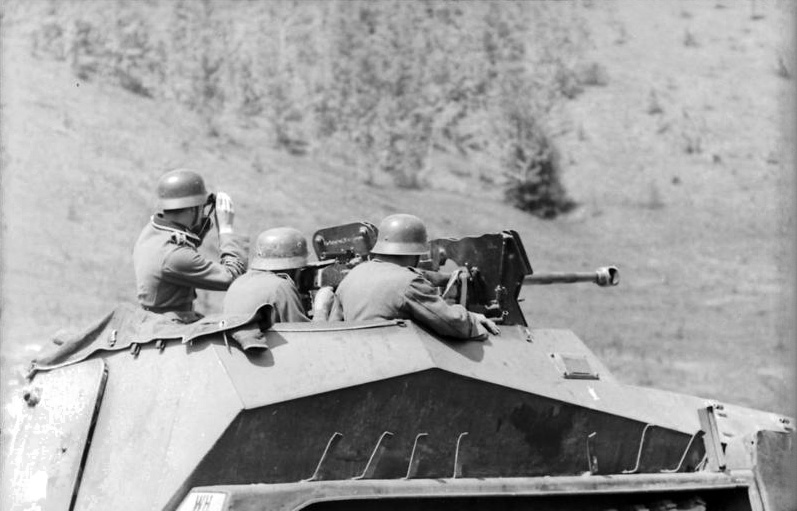
Sd.Kfz. 250/11 echipat cu un tun 2,8 cm sPzB 41 pe Frontul de Răsărit. Vehiculul aparținea diviziei de elită Großdeutschland.

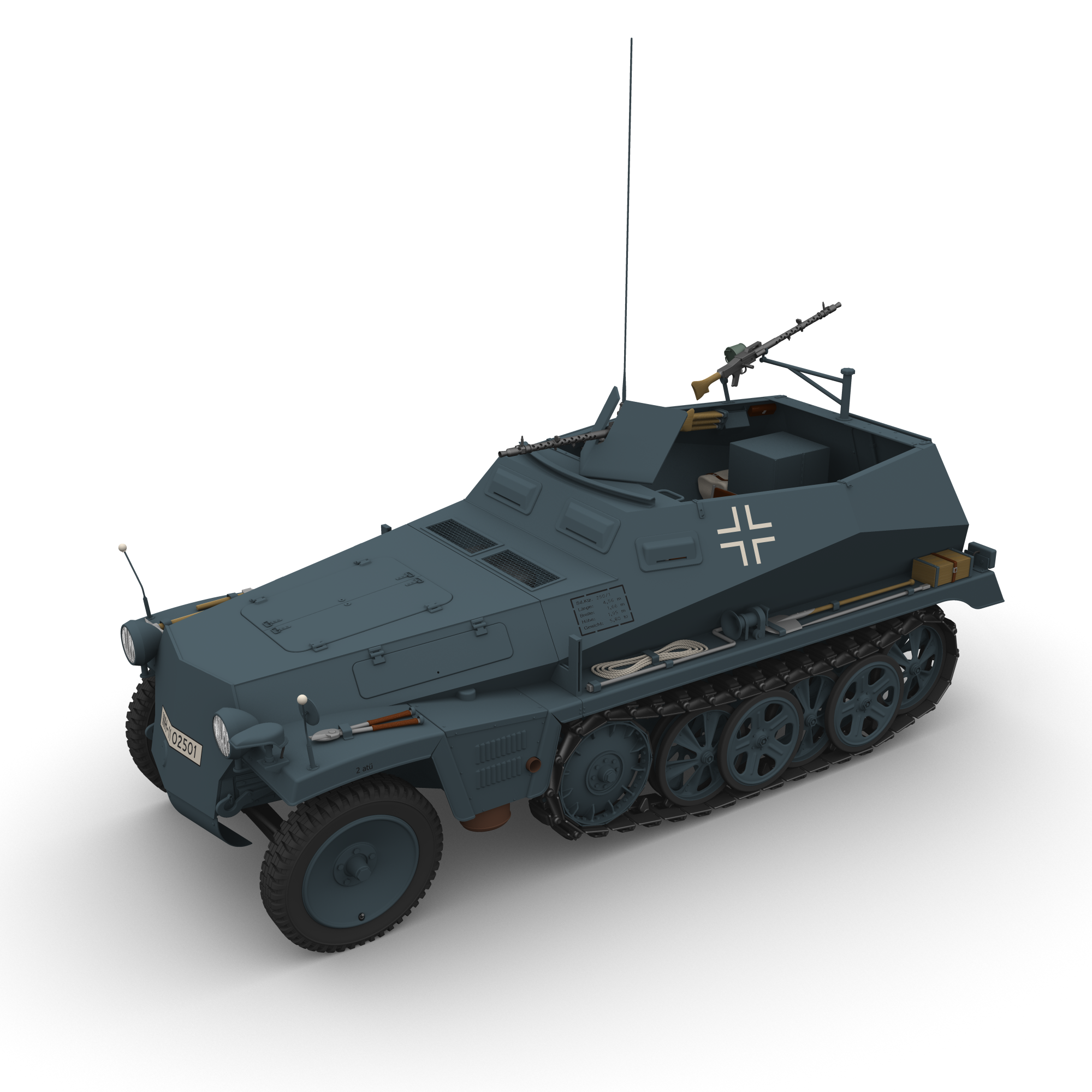
Sd.Kfz. 250 standard

Sd.Kfz. 250/1 leichter Schützenpanzerwagen
Transportorul de trupe standard.
Sd.Kfz. 250/2 leichter Fernsprechpanzerwagen
Vehicul echipat pentru amplasarea cablurilor de comunicații.
Sd.Kfz. 250/3 leichter Funkpanzerwagen
Vehicul de comandă, dotat cu echipament radio și antenă aeriană în formă de pat (lemnăria patului).
Sd.Kfz. 250/3-I (Fu 7, Fu 18) (Luftwaffe)
Sd.Kfz. 250/3-II (Fu 5, Fu.Spr. f)
Sd.Kfz. 250/3-III (Fu 8, Fu 4, Fu.Spr. f)
Sd.Kfz. 250/3-IV (Fu 8, Fu.Spr. f)
Sd.Kfz. 250/3-V (Fu 12, Fu.Spr. f)
Sd.Kfz. 250/4
- Sd.Kfz. 250/4 leichter Truppenluftschutzpanzerwagen

Variantă dotată cu mitralieră antiaeriană MG 34, nu a depășit faza de proiect.
- Sd.Kfz. 250/4 leichter Beobachtungspanzerwagen

Vehicul de observație pentru detașamentele Sturmgeschütz.
Sd.Kfz. 250/5 leichter Beobachtungspanzerwagen
Vehicul de comandă cu echipament radio suplimentar.
Sd.Kfz. 250/6 leichter Munitionspanzerwagen
Transportor de muniție pentru tunurile de asalt.
- Sd.Kfz. 250/6 Ausf A

transporta 70 de proiectile pentru tunul de 75 mm StuK 37 L/24.
- Sd.Kfz. 250/6 Ausf B

transporta 60 de proiectile pentru tunul de 75 mm StuK 40 L/48.
Sd.Kfz. 250/7
- Sd.Kfz. 250/7 leichter Schützenpanzerwagen (schwerer Granatwerfer)

Variantă dotată cu un mortier de 80 mm.
- Sd.Kfz. 250/7 leichter Schützenpanzerwagen (Munitionsfahrzeug)'

Transportor de muniție, avea 66 de proiectile pentru mortierul de 80 mm.
Sd.Kfz. 250/8 leichter Schützenpanzerwagen (7.5 cm)
Variantă destinată sprijinului infanteriei, echipată cu un tun de 7,5cm KwK 37 L/24 și o mitralieră MG 34.
Sd.Kfz. 250/9 leichter Schützenpanzerwagen (2 cm)
Vehicul destinat recunoașterii, dotat cu un tun automat de 2 cm KwK 38 și o mitralieră coaxială MG 34 sau MG 42 montate într-o turelă joasă, fără plafon, identică cu cea montată pe autoblindatul SdKfz 222
Sd.Kfz. 250/10 leichter Schützenpanzerwagen (3,7 cm PaK)
Vehicul de recunoaștere folosit de conducătorii de pluton, echipat cu un tun anticar de calibrul 3,7 cm PaK 36.
Sd.Kfz. 250/11 leichter Schützenpanzerwagen (schwere Panzerbüchse 41)
Variantă echipată cu un tun antitanc de 2,8 cm sPzB 41 și o mitralieră MG-34.
Sd.Kfz. 250/12 leichter Messtruppanzerwagen
Vehicul de supraveghere și cercetare folosit pentru corectarea tirului artileriei.
Sd.Kfz. 252 leichter gepanzerter Munitionskraftwagen
Transportor de muniție pentru autotunurile Sturmgeschütz.
Sd.Kfz. 253 leichter gepanzerter Beobachtungskraftwagen
Vehicul destinat corectării tirului artileriei, complet închis și dotat cu echipamente radio cu rază lungă.